# آبل مورالخو
آبل مورالخو (انگلیسی: Abel Moralejo؛ زادهٔ ۲ نوامبر ۱۹۵۵) بازیکن فوتبال اهل آرژانتین است.
از باشگاه‌هایی که در آن بازی کرده‌است می‌توان به باشگاه فوتبال لانوس، باشگاه فوتبال ولز سارسفیلد، باشگاه فوتبال راسینگ کلوب آویاندا، باشگاه فوتبال جیمناسیا لاپلاتا، و باشگاه فوتبال بلومینگ اشاره کرد.